# Acta Facultatis Medicae Naissensis
Acta Facultatis Medicae Naissensis је часопис који излази од 1970. године и бави се питањима медицине.
Acta Fac Med Naiss ISSN 0351-6083

## О часопису
Acta Facultatis Medicae Naissenis је стручни часопис Медицинског факултета Универзитета у Нишу. У њему се објављују радови аутора из здравствених и академских институција Србије и иностранства. Издавач часописа је Медицински факултет Универзитета у Нишу. У часопису се објављују оригинални научни радови, стручни радови, прегледни чланци, саопштења о случајевима и саопштења о дијагностичким и терапијским процедурама код одређених медицинских проблема којима се приступа мултидисциплинарно. Приликом публиковања радова у часопису поштују се принципи добре научне и публицистичке праксе који се односе на све учеснике у процесу публиковања научног рада. Сваки примљени рукопис проверава се помоћу система CrossCheck (софтвер iThenticate) на евентуални (ауто) плагијаризам. 

## Историјат
Први број објављен је 1970. године и излази тромесечно. Главни уредник је проф. др Марина Дељанин-Илић. Доступан је у штампаном формату и online (од 2003. год.) на енглеском језику са апстрактом на српском језику.

## Индексирање у базама података
- SCIndeks (Srpski citatni indeks)
- DOAJ
- EBSCO
- Scopus

Од марта 2015. год. часопис је привремено на листи Emerging Sources Citation Index (ESCI), односно у процесу је евалуације за укључивање у редовну базу Science Citation Index Expanded (SCIe),  у оквиру сервиса Web of Science (WoS).

## Изглед часописа
Насловна страна часописа: боја корица је црвена.